# Jonathan Forte
Jonathan Ronald James Forte est un footballeur anglo-barbadien né le 25 juillet 1986 à Sheffield. Il évolue au poste d'attaquant à Exeter City.

## Carrière

### Southampton
Le 31 janvier 2011, il est transféré au club de Southampton où il peine à se faire une place. C'est pour cette raison que, à la fin de l'année, il est prêté à Preston North End qui évolue en League One. Deux mois plus tard, il est prêté à Notts County où il termine la saison.
Le 1er août 2014 il rejoint Oldham Athletic.